# Jardins botaniques royaux (Ontario)
Pour les articles homonymes, voir Jardins botaniques royaux.
Les jardins botaniques royaux, situés à Burlington et Hamilton en Ontario au Canada, constituent une des attractions touristiques majeures située à mi-chemin entre les chutes du Niagara et Toronto. Le parc est implanté sur 980 hectares en bordure du Lac Ontario, il a été reconnu lieu patrimonial du Canada en 1993 et il est considéré depuis 2006 comme un parc de référence pour la biodiversité.

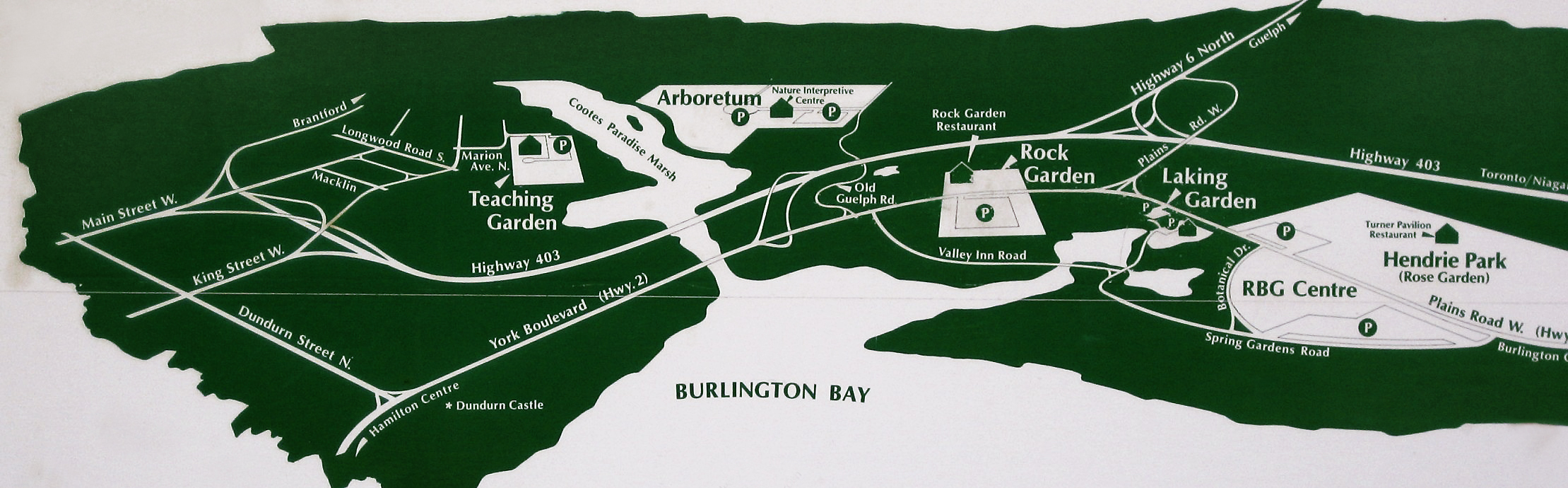
Plan des jardins